# Alejandro IV (papa)
Alejandro IV (Anagni, c. 1199-Viterbo, 25 de mayo de 1261) fue el 181.er papa de la Iglesia católica, de 1254 a 1261.

## Biografía
De nombre Rinaldo Conti, pertenecía a la familia de los condes de Segni como los dos papas anteriores, Inocencio III y su tío Gregorio IX quien lo nombró cardenal en 1227 y cardenal obispo de Ostia en 1231 y quien compró los votos necesarios para que Rinaldo fuera elegido papa. El nepotismo fue una de las  principales características  de su papado. La riqueza familiar de los Conti creció vertiginosamente gracias a la venta de cargos eclesiásticos.
Continuó la política de su predecesor, tratando de suavizarla en lo posible. La lucha por la corona de Sicilia se prolongó hasta que Manfredo tuvo que retirarse ante Carlos de Anjou, que fue coronado por Urbano IV.
En 1255 aprueba la creación de la Universidad de Salamanca por Alfonso X, el Sabio, le concede sello propio y la licencia ubique docendi.
En 1256 promulga la bula Liceo Ecclesiae Catholicae, por la que organizó los diversos grupos de ermitaños de inspiración agustiniana, en una sola y única Orden.
Durante 1260 nombró Alejandro a Alberto Magno, el Doctor universalis, obispo de Ratisbona. Aquel mismo año se formó, probablemente en Perusa, el primer movimiento de los peregrinos llamados flagelantes, uno de los fenómenos más característicos de la Edad Media, que recorrían centenares de leguas dirigiéndose hacia Roma y flagelándose durante el camino, en señal de penitencia.
Durante su pontificado, Alejandro IV canonizó a Clara de Asís (1255) y a Íñigo de Oña (1259).
Las profecías de Malaquías de Armagh se refieren a este papa como Signum ostiense (El signo de Ostia), cita que hace referencia tanto a su apellido como al hecho de que fue cardenal de Ostia antes de ser elegido pontífice.
Fue enterrado en la Catedral de Viterbo, pero se desconoce su ubicación exacta, ya que fue escondido por temor a que el cuerpo fuese profanado. Coincidiendo con el 750 aniversario de su muerte, hay en marcha un proyecto internacional, dirigido por el arqueólogo español Alberto Pichardo, dedicado a la búsqueda de la tumba.